# Dariopsidae
Dariopsidae es una familia de foraminíferos bentónicos cuyos taxones se han incluido tradicionalmente en la familia Tetrataxidae, de la superfamilia Tetrataxoidea, del suborden Fusulinina y del Orden Fusulinida. Su rango cronoestratigráfico abarca desde el Tournasiense hasta el Viseense (Carbonífero inferior).

## Discusión
Clasificaciones más recientes incluirían Dariopsidae en el suborden Endothyrina, del orden Endothyrida, de la subclase Fusulinana y de la clase Fusulinata.

## Clasificación
Dariopsidae incluye al siguiente género:
- Dariopsis †, también considerada en la familia Tetrataxidae